# Gökçesaray, Göynük
Gökçesaray là một xã thuộc huyện Göynük, tỉnh Bolu, Thổ Nhĩ Kỳ. Dân số thời điểm năm 2010 là 243 người.